# Zantberg

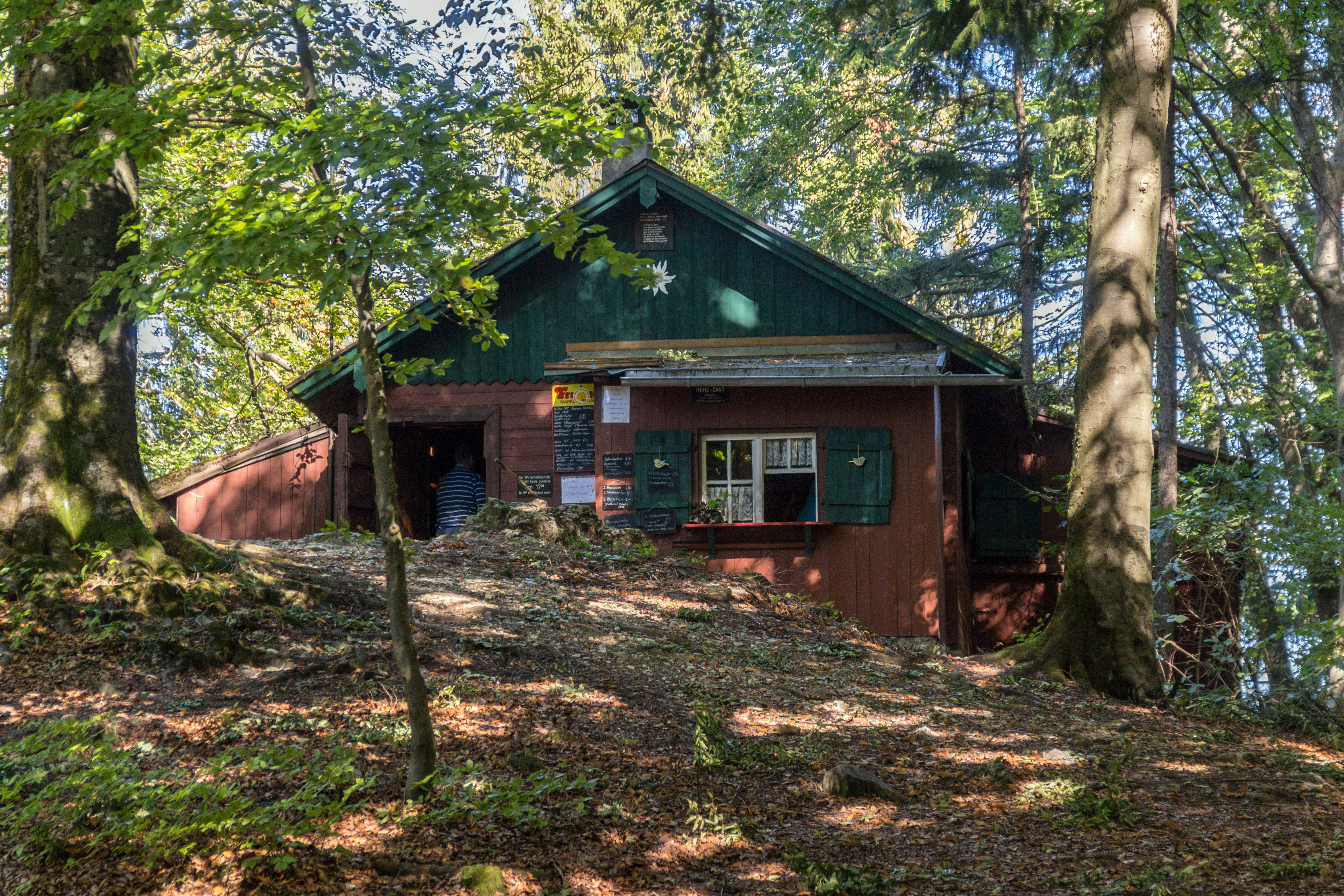
Zantberg-Hütte

Der Zantberg, auch nur Zant oder Hohe Zant genannte Berg ist mit 646,8 m ü. NHN die zweithöchste Erhebung im Oberpfälzer Jura und befindet sich im Landkreis Amberg-Sulzbach nördlich von Neukirchen bei Sulzbach-Rosenberg.
Eine Hütte auf dem Gipfel ist an den Wochenenden bewirtschaftet. Erreicht werden kann der Gipfel nur zu Fuß oder mit dem Fahrrad über zahlreiche Wanderwege, ausgehend von Eschenfelden oder Neukirchen.
Auf dem Gipfel befand sich bis in die 1960er Jahre ein hölzerner Aussichtsturm.